# Conselho de Liderança Presidencial
O Conselho de Liderança Presidencial (em árabe: مجلس القيادة الرئاسي) é o órgão executivo do governo internacionalmente reconhecido do Iêmen. Seu presidente é Rashad al-Alimi.

## História
Foi criado em 7 de abril de 2022, em Riade, na Arábia Saudita, para buscar uma "solução política abrangente" para a guerra civil iemenita. Sua criação ocorreu em meio a uma trégua de dois meses e como consequência da renúncia do presidente Abd Rabbuh Mansur al-Hadi, que transferiu todos os poderes de presidente e vice-presidente para o conselho, ao mesmo tempo em que também demitiu seu vice-presidente Ali Mohsen al-Ahmar.
É chefiado por Rashad Muhammad Al-Alimi e possui oito membros. A maioria de seus membros é afiliada a movimentos leais ao governo de al-Hadi, embora também inclua líderes separatistas como Aidarus al-Zoubaidi, presidente do Conselho de Transição do Sul.

## Membros
O Conselho de Liderança Presidencial é paritário. É constituído por quatro membros do norte do país e quatro do sul, são eles:
1. Rashad al-Alimi (presidente), ex-conselheiro do presidente Abdrabbuh Mansur Hadi.
2. Tareq Saleh, comandante militar e sobrinho do falecido presidente Ali Abdullah Saleh. É líder da Resistência Nacional.
3. Sultan Ali al-Arada, considerado uma das figuras tribais e militares mais proeminentes; é governador da província de Marib. Membro do partido Al-Islah.
4. Abed al-Rahman Abu Zara'a, conhecido entre os iemenitas como Abu Zara'a Al Muharrami, lidera as Brigadas dos Gigantes, apoiadas pelos Emirados Árabes Unidos. É conhecido por ser um salafista.
5. Abdullah al-Alimi Bawazeer, era considerado parte do círculo íntimo do presidente Hadi. Também integra o partido Al-Islah.
6. Othman Hussein Megali, um legislador e um dos líderes tribais em Sa'dah, o principal reduto dos Houthis.
7. Aidarus al-Zoubaidi, presidente e comandante do Conselho de Transição do Sul e líder de facto do Movimento do Sul .
8. Faraj Salmin Al-Buhsani, ex-governador de Hadramaut e ex-comandante da segunda região militar que opera na província.